# Abbaye de Hiddensee
L'abbaye de Hiddensee est une ancienne abbaye cistercienne sur l'île de Hiddensee.

## Histoire
Le 13 avril 1326, le prince Wisław II de Rügen, avec son fils Wislaw III, offre l'île de Hiddensee à l'abbaye de Neuenkamp qui établit une abbaye-fille, ainsi que la pêche dans les eaux autour des îles de Hiddensee et de Rügen et le village de Zarrenzin sur le continent. L'île de Zingst est vendue au monastère pour 2 000 marks. Pour établir son autonomie, on adjoint à l'abbaye-fille trois marais du marais salant de Lunebourg. Cependant, des problèmes juridiques apparaissent, ainsi une prairie au sud de Zingst est redonnée à la ville de Stralsund en 1306.
En 1299, le prêtre de Schaprode reçoit la mission paroissiale. Ceci est confirmé par le pape Clément V.
Le monastère s'installe dans le nord de l'île, près du port actuel. Il comprend 12 moines et quelques laïcs. En 1302, on inaugure une chapelle sur la péninsule de Gellen, au sud. Oluf, l'évêque de Roskilde, dont dépend l'île, installe des fonts baptismaux en 1306. La même année, l'abbaye convient avec Straslund de la création d'un phare à Gellen. La ville assure la construction et l'abbaye le fonctionnement et l'entretien. En 1332, les fonts sont déplacés dans une nouvelle chapelle au nord de l'île qui devient l'église paroissiale évangélique qui fait partie de l'Église évangélique luthérienne d'Allemagne du Nord; elle est aujourd'hui le dernier bâtiment abbatial debout.
On connaît peu l'établissement des immigrants allemands. Dans les premières années du monastère, le village de Plogshagen est créé. Les cisterciens bâtissent deux granges au nord et au sud.
Dès 1300, l'abbaye de Hiddensee tente d'acquérir des biens sur l'île de Rügen. Elle obtient des possessions dans les domaines de Schaprode et de Trent ainsi que dans les presqu'îles de Wittow et de Jasmund. Cependant elles sont trop petites, les marais salants de Lunebourg sont donc très importants. En 1373, le monastère est ravagé par un incendie et presque détruit par un second feu en 1389. L'inauguration de la reconstruction de l'église a lieu en 1410. Entre 1475 et 1495, il y a un fort déclin économique. Lors de l'apparition de la Réforme protestante, en 1534, les principaux revenus proviennent encore des marais salants.
En 1525, le duc Georges de Poméranie ordonne que les bijoux, les vêtements luxueux et les autres objets de valeurs soient déplacés près de Wolgast. Avec la sécularisation, l'abbaye est dissoute en 1536 et devient une propriété du duché en 1538 après la dissolution du diocèse catholique de Roskilde. À partir de 1570, les bâtiments se délabrent.
Pendant la guerre de Trente Ans, les bâtiments alors abandonnés sont détruits et leurs pierres servent à d'autres constructions. Aujourd'hui, il ne reste que l'ancienne porte d'entrée et un reste du mur.
En 1954, on retrouve la clôture religieuse. Entre 1959 et 1961, la faculté d'histoire de l'université de Greifswald mène des fouilles archéologiques. On constate que l'église abbatiale avait trois nefs, neuf travées et un transept.